# 无腺毛甘草
无腺毛甘草（学名：Glycyrrhiza eglandulosa）为豆科甘草属下的一个种。

## 扩展阅读
維基物種上的相關：无腺毛甘草